# جام قهرمانان کونکاکاف ۱۹۹۲
جام قهرمانان کونکاکاف ۱۹۹۲ که همچنان به دلایل حمایت مالی با نام جام خطوط هوایی آمریکا نیز شناخته می‌شد، بیست و هشتمین دوره مسابقات بین‌المللی فوتبال باشگاهی سالانه جام قهرمانان کونکاکاف بود که در منطقه کونکاکاف (آمریکای شمالی، آمریکای مرکزی و دریای کارائیب) برگزار شد. مسابقات از ۱ فوریه ۱۹۹۲ تا ۵ ژانویه ۱۹۹۳ به طول انجامید.
تیم‌ها به ۲ منطقه (شمالی/مرکزی و کارائیب) تقسیم شدند، که هر کدام تیم برنده را برای شرکت در مسابقات نهایی فرستادند. تمام بازی‌های مقدماتی به صورت سیستم رفت/برگشت برگزار شد، اما دیدار فینال در کالیفرنیا انجام شد.
برخلاف فینال‌های پیشین، این فینال به صورت تک‌بازی در لس آنجلس (مکان بی‌طرف) برگزار شد که تیم مکزیکی آمریکا با شکست ۱–۰ آلاخولنسه، چهارمین عنوان قهرمانی خود را در مسابقات بدست آورد.

## منطقه آمریکای شمالی/مرکزی

### گروه ۱

#### مرحله اول
| تیم ۱            | نتیجه نهایی | تیم ۲     | بازی رفت | بازی برگشت |
| ---------------- | ----------- | --------- | -------- | ---------- |
| کامیونیکیشنس     | ۱ - ۲       | موتاگوا   | ۱ - ۲    | ۰ - ۰      |
| لوئیس آنخل فیرپو | ۱ - ۰       | اونام     | ۰ - ۰    | ۰ - ۱      |
| مونیسیپال        | ۲ - ۳       | آلاخولنسه | ۱ - ۱    | ۱ - ۲      |

#### مرحله دوم
| تیم ۱     | نتیجه نهایی | تیم ۲   | بازی رفت | بازی برگشت |
| --------- | ----------- | ------- | -------- | ---------- |
| آلاخولنسه | ۵–۱         | موتاگوا | ۳–۱      | ۲–۰        |

- لوئیس آنخل فیرپو به استراحت خورد.

#### مرحله سوم
| تیم ۱            | نتیجه نهایی | تیم ۲     | بازی رفت | بازی برگشت |
| ---------------- | ----------- | --------- | -------- | ---------- |
| لوئیس آنخل فیرپو | ۲–۲ (۳–۵ پ) | آلاخولنسه | ۰–۱      | ۲–۱        |

### گروه ۲

#### مرحله اول
| تیم ۱                    | نتیجه نهایی | تیم ۲       | بازی رفت | بازی برگشت |
| ------------------------ | ----------- | ----------- | -------- | ---------- |
| سان فرانسیسکو بی بلک‌هاکس | ۱۰–۱        | یورو کیکرز  | ۱۰–۰     | ۰–۱        |
| لا ویکتوریا              | ۲–۱         | دیریانگن    | ۱–۰      | ۱–۱        |
| کمکول کراون              | ۱–۳         | دالاس راکتس | ۰–۱      | ۱–۲        |
| رئال استیلی              | ۱–۷         | تائورو      | ۰–۲      | ۱–۵        |
| رئال اسپانیا             | ۳–۱         | آگویلا      | ۰–۰      | ۳–۱        |
| ساپریسا                  | ۲–۴         | آمریکا      | ۰–۰      | ۲–۴        |
| همیلتون اینترنشنال       | w/o*        | ونکوور ۸۶   |          |            |

#### مرحله دوم
| تیم ۱                    | نتیجه نهایی | تیم ۲              | بازی رفت | بازی برگشت |
| ------------------------ | ----------- | ------------------ | -------- | ---------- |
| سان فرانسیسکو بی بلک‌هاکس | ۵–۲         | لا ویکتوریا        | ۳–۲      | ۲–۰        |
| دالاس راکتس              | ۶–۱         | همیلتون اینترنشنال | ۴–۰      | ۲–۱        |
| رئال اسپانیا             | استراحت     |                    |          |            |
| آمریکا                   | استراحت     |                    |          |            |
| تائورو                   | استراحت     |                    |          |            |

#### مرحله سوم
| تیم ۱                    | نتیجه نهایی | تیم ۲        | بازی رفت | بازی برگشت |
| ------------------------ | ----------- | ------------ | -------- | ---------- |
| دالاس راکتس              | ۵–۳         | تائورو       | ۳–۱      | ۲–۲        |
| سان فرانسیسکو بی بلک‌هاکس | ۶–۰         | رئال اسپانیا | ۳–۰      | ۳–۰        |
| آمریکا                   | استراحت     |              |          |            |

#### مرحله چهارم
| تیم ۱                    | نتیجه نهایی | تیم ۲  | بازی رفت | بازی برگشت |
| ------------------------ | ----------- | ------ | -------- | ---------- |
| دالاس راکتس              | ۲–۷         | آمریکا | ۱–۲      | ۱–۵        |
| سان فرانسیسکو بی بلک‌هاکس | استراحت     |        |          |            |

#### مرحله پنجم
| تیم ۱  | نتیجه نهایی | تیم ۲                    | بازی رفت | بازی برگشت |
| ------ | ----------- | ------------------------ | -------- | ---------- |
| آمریکا | ۴–۳         | سان فرانسیسکو بی بلک‌هاکس | ۳–۱      | ۱–۲        |

## منطقه کارائیب

### گروه ۱

#### مرحله مقدماتی
| تیم ۱                    | نتیجه نهایی | تیم ۲ | بازی رفت | بازی برگشت |
| ------------------------ | ----------- | ----- | -------- | ---------- |
| سن کریستوبال بانکردیکارد | ۵ - ۴       | یونیک | ۲ - ۱    | ۳ - ۳      |

#### مرحله اول
| تیم ۱                    | نتیجه نهایی | تیم ۲               | بازی رفت | بازی برگشت |
| ------------------------ | ----------- | ------------------- | -------- | ---------- |
| راسینگ                   | ۵ - ۷       | سیتوک               | ۳ - ۲    | ۲ - ۵      |
| استرایکرز                | ۰ - ۷       | ایگلون دو لمونتن    | ۰ - ۰    | ۰ - ۷      |
| ترانسوال                 | ۲ - ۱       | ترینتوک             | ۲ - ۰    | ۰ - ۱      |
| سن کریستوبال بانکردیکارد | ۳ - ۴       | سولیداریتی اسکولایر | ۳ - ۳    | ۰ - ۱      |

#### مرحله دوم
| تیم ۱            | نتیجه نهایی    | تیم ۲               | بازی رفت | بازی برگشت |
| ---------------- | -------------- | ------------------- | -------- | ---------- |
| سیتوک            | ۲ - ۲ ۳-۲ (پ.) | ترانسوال            | ۲ - ۱    | ۰ - ۱      |
| ایگلون دو لمونتن | ۲ - ۱          | سولیداریتی اسکولایر | ۱ - ۰    | ۱ - ۱      |

#### مرحله سوم
| تیم ۱ | نتیجه نهایی    | تیم ۲            | بازی رفت | بازی برگشت |
| ----- | -------------- | ---------------- | -------- | ---------- |
| سیتوک | ۳ - ۳ ۲-۴ (پ.) | ایگلون دو لمونتن | ۲ - ۲    | ۱ - ۱      |

### گروه ۲

#### مرحله مقدماتی
| تیم ۱    | نتیجه نهایی | تیم ۲   | بازی رفت | بازی برگشت |
| -------- | ----------- | ------- | -------- | ---------- |
| راکمسترز | w/o*        | گوایاما |          |            |

- گوایاما انصراف داد.

#### مرحله اول
| تیم ۱            | نتیجه نهایی    | تیم ۲          | بازی رفت | بازی برگشت |
| ---------------- | -------------- | -------------- | -------- | ---------- |
| لو گلدار         | ۱ - ۲          | رابین‌هود       | ۱ - ۰    | ۰ - ۲      |
| یونگ کلمبیا      | ۲ - ۲ ۲-۴ (پ.) | مایارو یونایتد | ۱ - ۰    | ۱ - ۲      |
| روبرت            | ۱۰ - ۱         | راکمسترز       | ۶ - ۰    | ۴ - ۱      |
| ستاره مورن-آه-لو | w/o*           | اسکولارز       |          |            |

#### مرحله دوم
| تیم ۱    | نتیجه نهایی | تیم ۲            | بازی رفت | بازی برگشت |
| -------- | ----------- | ---------------- | -------- | ---------- |
| روبرت    | ۱ - ۲       | ستاره مورن-آه-لو | ۱ - ۱    | ۰ - ۱      |
| رابین‌هود | ۲ - ۱       | مایارو یونایتد   | ۲ - ۰    | ۰ - ۱      |

#### مرحله سوم
| تیم ۱            | نتیجه نهایی | تیم ۲    | بازی رفت | بازی برگشت |
| ---------------- | ----------- | -------- | -------- | ---------- |
| ستاره مورن-آه-لو | ۳ - ۴       | رابین‌هود | ۳ - ۱    | ۰ - ۳      |

## نیمه نهایی
| تیم ۱  | نتیجه | تیم ۲    |
| ------ | ----- | -------- |
| آمریکا | ۷ - ۰ | رابین‌هود |

| تیم ۱     | نتیجه | تیم ۲            |
| --------- | ----- | ---------------- |
| آلاخولنسه | ۲ - ۱ | ایگلون دو لمونتن |

## فینال
| آمریکا    | ۱–۰    | آلاخولنسه |
| --------- | ------ | --------- |
| سانچز ۶۷' | Report |           |